# Joe DiMaggio
Joe DiMaggio (født 25. november 1914, død 8. marts 1999) var en af USAs mest berømte baseballspillere. Han blev født i Martinez, tæt på San Francisco, af italienske forældre, der var emigreret til USA fra Sicilien. 
Han opnåede stjernestatus gennem sit fantastiske spil for New York Yankees, med hvem han vandt World Series hele 9 gange. Endvidere blev han valgt som MVP tre gange. I 1941 opnåede DiMaggio at få et hit i 56 kampe i træk, hvilket er en klar rekord og af mange betragtes som værende den største præstation i sportens historie.
I 1954 giftede han sig med Marilyn Monroe, hvilket kun øgede mediebevågenheden omkring ham.
I 1955, 4 år efter han var stoppet som baseballspiller, blev han valgt ind i Baseball Hall of Fame, og i 1969 blev han i en afstemning valgt som verdens bedste nulevende baseballspiller.
Joe DiMaggio og hans 56 kampe lange hitting streak optræder i mange dele af både ældre og moderne popkultur. Mest kendt er referencen til hans navn og kælenavn Joltin' Joe i Simon and Garfunkels hitsang "Mrs. Robinson". Han reagerede dog ganske negativt på sangen i pressen, da han ikke brød sig om, at duoen eksplicit sang "Joltin' Joe has left and gone away".